# Infant

Infantenkrone (Spanien)

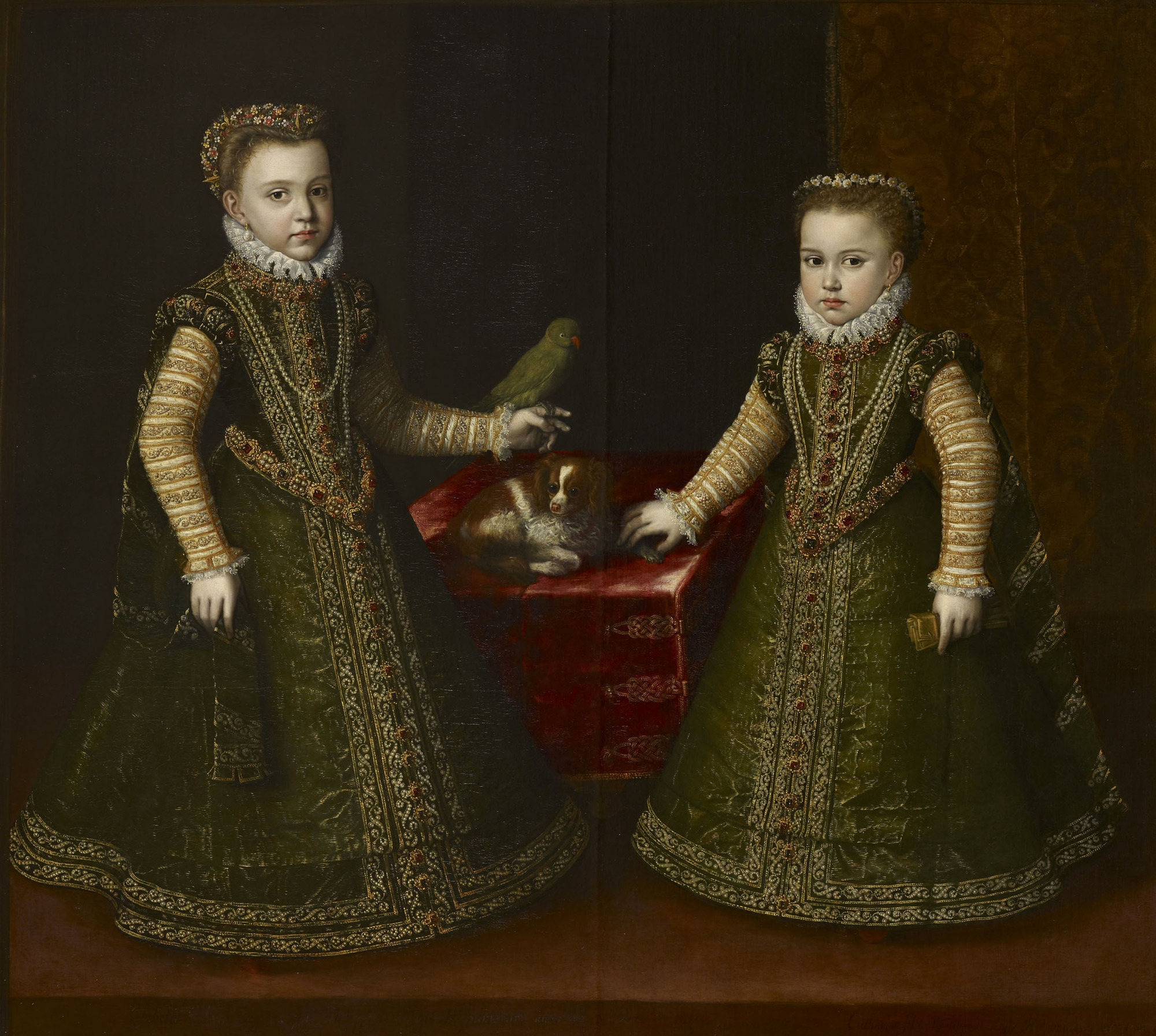
Die Infantinnen Isabella Clara Eugenia (links) und ihre jüngere Schwester Katharina Michaela

Infant beziehungsweise Infantin (spanisch/portugiesisch Infante (männlich), Infanta (weiblich)) ist der Titel, der ab dem 13. Jahrhundert von den Kindern der spanischen und portugiesischen Monarchen getragen wird bzw. wurde. Der König kann den Titel zudem an andere Mitglieder der königlichen Familie verleihen. Die Führung des Titels ist in Spanien seit 1987 durch einen königlichen Erlass geregelt.
Der Titel leitet sich vom Lateinischen Infans („Kind“, „Kleinkind“) ab, welches aus in und fari (nicht und sprechen) zusammengesetzt ist, und lässt sich hier im Sinne von „Prinz“ bzw. „Prinzessin“ gebrauchen. Einem Infanten oder einer Infantin gebührt die Anrede Königliche Hoheit (Su (Sua) Alteza Real).
Eine Besonderheit betrifft die Bezeichnung des spanischen Kronprinzen bzw. der Kronprinzessin. Im Königreich Kastilien wurden die Thronfolger seit der Herrschaft von Johann I. von Kastilien (1379–1390) nicht mehr nur als Infanten bezeichnet, sondern erhielten den Titel eines Príncipe de Asturias (Fürst von Asturien). Nach der Vereinigung der Königreiche Kastilien und Aragón zum Königreich Spanien um die Wende zum 16. Jahrhundert ging dieser Titel auf den jeweiligen spanischen Kronprinzen über.
Heute lebende Infanten des spanischen Königshauses sind die Töchter des früheren Königs Juan Carlos I., Elena und  Cristina, seine Schwester Margarita sowie die Töchter von König Felipe VI., Leonor und Sofia. Kronprinzessin Leonor trägt seit der Thronbesteigung ihres Vaters zudem den Titel einer Fürstin von Asturien.
Im Jahr 1994 wurde Carlos von Bourbon-Sizilien (1938–2015), dem Vertreter des nicht mehr regierenden Hauses Bourbon-Neapel-Sizilien, der Titel eines Infanten von Spanien verliehen.
Ähnlich wurden die Kinder französischer Könige pauschal als enfants de France bezeichnet, ohne dass dies aber zum individuellen Titel wurde. In Anlehnung daran wurde im Zweiten Kaiserreich der Bonaparte der jeweilige Thronfolger (zunächst Jérôme Bonaparte als Onkel des Kaisers Napoleon III., seit seiner Geburt 1856 dann dessen Sohn Napoléon Eugène Louis Bonaparte) als Prince Imperial (Ersatz für den bourbonischen Kronprinzentitel Dauphin) und Fils de France (Sohn von Frankreich) bezeichnet.